# Генрі Шеффер
Генрі Моріс Шеффер  (англ. Henry Maurice Sheffer, 1882 — 1964) — американський логік.

## Життєпис
Генрі Шеффер народився у родині польських євреїв в Україні, разом з батьками емігрував до США. Після закінчення Бостон Латін Скул навчався в Гарвардському університеті, вивчав логіку під науковим керівництвом Джосайя Ройса. У 1907 році він здобув магістерський ступінь, в 1908 році — ступінь доктора філософії. Після захисту докторського ступеня в Гарварді, Генрі подорожує по Європі. До того як повернутися до Сполучених Штатів, Генрі стає «академічним кочівником», проводячи по одному року в Університеті Вашингтона, Корнеллі, Університеті  Міннесоти, Університеті Міссурі. У 1916 році він повертається до Гарварду як викладач на кафедрі філософії. Він залишається в Гарварді до  відставки в 1952 році.
Шеффер був відданим учителем математичної логіки. Він надавав перевагу невеликим класам перед величезними аудиторіями. Коли незнайомці з'явилися в його класі, Шеффер наказував їм вийти, навіть якщо це були його колеги або почесні гості, які відвідували Гарвард. Шеффер був заввишки ледь не п'ять футів; він був відомий своєю дотепністю і енергією, а також нервозністю та дратівливістю. Незважаючи на те, що Генрі подобався багатьом, він був вельми самотнім. Шеффер недовго був одружений і прожив більшу частину свого подальшого життя в невеликих приміщеннях, в готелі, з книгами з логіки й численними листками паперу, які він використовував, щоб записувати свої ідеї. Протягом останніх двох десятиліть свого життя Шеффер страждав від важкої депресії.
Під час своєї відставки, у 1952 році, Генрі зазначив: «Старі професори ніколи не вмирають, вони просто вислужуються.»
Відкриття Шеффера високо оцінив Бертран Расселл та використав для спрощення своєї логіки в другому виданні книги «Основи математики». «Математична логіка» Квайна також багато в чому базується на штриху Шеффера. Шефферу також приписують термін «Булева алгебра».

## Праці
В 1913 році Шеффер довів, що Булева алгебра може бути визначена з використанням єдиної первинної бінарної логічної операції, яку можна виразити через заперечення та кон'юнкцію. Цю булеву функцію названо на честь вченого штрих Шефера. Чарльз Пірс також у 1880 році прийшов до подібних результатів, але його роботи не було опубліковано до 1933 року.
До відомих студентів Шеффера належить Сюзанна Лангер.